# Delavska godba Trbovlje
Delavska godba Trbovlje je ena najstarejših glasbenih skupin v Sloveniji. Do druge svetovne vojne so godbo sestavljali rudniški delavci.

## Zgodovina

### Začetki
Začetki trboveljske godbe niso dokumentirani. Na podlagi zapisov naj bi prvo rudniško godbo ustanovila Vodenska premogokopna družba med letoma 1867 in 1870. Razpustili naj bi jo zaradi revolucionarnosti večine njenih članov že leta 1870. Za praznik sv. Barbare in za binkoštni ponedeljek so obhajali skupaj rudniška gospoda in delavci. Po letu 1873 (takrat je trboveljske rudnike že upravljala TPD) so za binkošti prirejali izlet na sv. Planino ali v Retje, delavce pa je spremljala godba. Ob vrnitvi so se ustavili pri Rošu v Trbovljah ali na Dobrni, kjer so jih pogostili. Zvečer je bila običajno veselica in tudi Terpotitz (ravnatelj trboveljskega rudnika v letih 1884 in 1897) je zaplesal. Po tem zapisu lahko sklepamo, da je godba obstajala, pa tudi sicer si težko predstavljamo, da bi kakšen praznik ali veselica lahko minila brez nje. Znan kapelnik iz tistega časa je bil Herman. Morala je obstajati, saj če je ne bi bilo, je tudi ukiniti ne bi mogli, kakor beremo iz zapisa, ko naj bi jo po stavki leta 1903 razpustili. Vendar je bila potreba po godbi tako velika, da so na pobudo tajnika delavske strokovne zveze Mlakarja še isto leto ustanovili novo – delavsko godbo. Kljub vsemu naštetemu velja za uradno leto ustanovitve godbe leto 1903. Godbeniki to utemeljujejo z dejstvom, da se od tega leta godba imenuje delavska in to ime se je ohranilo do danes. Isto leto je tudi uprava trboveljskega rudnika ustanovila Pazniško delavsko godbo (leta 1925 je bilo društvo razpuščeno).
Prvi kapelnik je bil Gašper Turnšek, pomagal mu je Simon Grohar iz Zagorja, glasbeni strokovnjak in učitelj večine takratnih glasbenikov. Za Turnškom so se do prve svetovne vojne zvrstili še Alojz Draksler, Ivan Kreča, Korndorfer, Kačnik in Stanko Kolenc. Med prvo svetovno vojno je godba životarila, saj so večino godbenikov vpoklicali v vojsko. Zasluge za to, da se niso razšli, je imel takratni trinajstletni klarinetist Tone Hudarin, pozneje njihov dolgoletni dirigent. Po prvi svetovni vojni je godbo zopet za eno leto prevzel Stanko Kolenc, iz vojske se je vrnil kot invalid, leta 1918 pa ga je zamenjal Alojz Draksler in ostal do smrti leta 1927. Za njim je godbo vse do leta 1963 vodil Tone Hudarin.
Prve vaje so imeli v kmečki hiši pri Gagel, na mestu poznejše Hauckove hiše pod Klekom. Pozneje so dobili prostor v gostilni pri Lesjak (na mestu današnje otroške bolnišnice), po letu 1910 pa v novozgrajenem Delavskem domu, v bližini današnje stavbe Delavskega doma Trbovlje. Godba takrat še ni prirejala letnih koncertov, sodelovala pa je na številnih delavskih manifestacijah in praznikih. Zanimivo je bilo njihovo prestižno tekmovanje s pazniško godbo, kamor so rudniški uradniki zvabljali najboljše inštrumentaliste z obljubo boljših delovnih mest pri rudniku. Vendar je delavska godba vedno prednjačila s kvaliteto in številom nastopov na javnih prireditvah. Vanjo so se vključevali predvsem rudarji, zato se je je prijelo ime rudarska godba, vedno več pa je bilo tudi ostalih delavcev.
Godba je zaradi igranja na različnih zabavnih in drugih prireditvah ustanovila več zabavnih ansamblov: leta 1922 Ansambel Šramel (deloval do leta 1939), leta 1928 Salonski orkester (do leta 1933) in leta 1933 Godalni orkester (deloval je do leta 1935). Vse je ustanovil in jim tudi dirigiral Tone Hudarin.

### Obdobje prvih uspehov in uveljavitve doma
Obdobje, ko je godbo vodil Tone Hudarin, zaznamuje kapelnikovo plodno in predano delo, ki se je izrazilo v vedno boljši kvaliteti. Hudarin je godbi posvetil vse življenje. Veliko pozornost je posvečal redu in disciplini. Za nastope, čisto navadne pogrebe ali paradne nastope, so se morali inštrumenti svetiti, čevlji pa so morali biti črni. Sicer je kapelnik poslal godca domov. Pri tem je bil sila natančen, izjem ni dopuščal. Enako je veljalo za veterana in začetnika.
Notno gradivo so takrat pripravljali kapelniki sami, izposojali so si ga pri sosednjih godbah ali tudi pri vojaških, če so imeli zveze. V prvem obdobju je bilo prepisovanje gradiva ročno, pozneje pa so uporabljali šapirograf in ciklostil. Tonetu Hudarinu je rudniška uprava dovolila tudi med delovnim časom pripravljati gradivo za godbo. Godba je igrala pod pokroviteljstvom druge rudarske skupine, ki jo je tudi vzdrževala. Deloma je kupovala inštrumente tudi godba sama iz samoprispevka rudarjev. Pričeli so prirejati vsakoletne koncerte. Z njimi so boljšali kvaliteto znanja, posegati pa so morali tudi po vedno težjih skladbah. V obdobju gospodarske krize so leta 1935 štirinajst dni koncertirali na ljubljanskem velesejmu, kar je še istega leta privedlo tudi do prvega snemanja za ljubljanski radio. Skrb so povečali tudi izobraževanju novih kadrov, dopolnjevanju inštrumentov in kvaliteti izvedbe. Takrat so pričeli prirejati promenadne koncerte v delavskih kolonijah in tudi v zgornjih Trbovljah. Igrali so tudi na pogrebih umrlih rudarjev in svojcev. Sodelovali so pri praznovanju prvega maja in na izletih Svobod v Celju, Ljubljani in Mariboru. Skratka, godba je sodelovala skoraj na vseh prireditvah, ki so se takrat odvijale v Trbovljah.
Kvaliteta je bila očitna, saj so se Trboveljčani povsem enakopravno kosali z godbo Dravske garnizije, ki je bila poklicna. Takrat sta poleg rudarske godbe delovali tudi sokolska in železničarska. V primerjavi s knapi so bili precej na boljšem, saj niso bili v nevarnosti, da bi izgubili delo. Knapi pa so bili rdeči, revolucionarni in zato nevarni. Vendar so kljub težavam ostajali zvesti svojemu stanu in godbi. Z igranjem so preganjali grenke misli. Posebno pa so radi hodili v Savinjsko dolino, kamor so jo največkrat ubrali kar peš. V najboljšem primeru z lojtrskim vozom. Tam so igrali skoraj vsako soboto in nedeljo. Vendar se ni vedno mirno končalo. Savinjski fantje so ljubosumno gledali muzikante, ki so jim pobrali prenekatero dobro »partijo«. Jeze niso znali zmerom krotiti, zato so včasih začeli metati kozarce.
Med drugo svetovno vojno so odšli prvi godbeniki v partizane leta 1943, zato jih je pri godbi ostalo le še 18. Tudi ti so se naslednje leto organizirano pridružili svojim kolegom v partizanih. Na osvobojenem ozemlju Savinjske doline je bila ustanovljena godba štaba IV. operativne cone, v kateri so sodelovali tudi trboveljski godbeniki (skupaj 35). Nastopali so na mitingih, zborovanjih, proslavah, … To je trajalo do decembra 1944, ko je bila zaradi okupatorjeve ofenzive na Gornjo Savinjsko dolino godba razpuščena. Godbenike so razporedili v posamezne enote, inštrumente pa skrili v grobnico cerkve v Gornjem Gradu. Po končani vojni se iz hoste ni vrnilo 14 članov godbe.
Po drugi svetovni vojni so najprej igrali le na stare inštrumente, ki jih niso odnesli v partizane. Postopoma so obnovili tudi uničeno in izgubljeno notno gradivo, pri čemer jim je priskočila na pomoč pihalna godba Sloga iz Ljubljane. Vztrajno so prepisovali notno gradivo. Prvič so nastopili že maja 1945. Po drugi svetovni vojni je godba nekaj časa delovala kot godba SKUD (Sindikalno kulturno umetniško društvo) Alojza Hohkrauta, po letu 1952, ko so ustanovili Svobode, pa v okviru trboveljske Svobode - Center.
Za godbo je bil nepozaben 25. januar 1950. V Beogradu so osvojili prvo nagrado in za nagrado so jeseni 1952 gostovali v Avstriji, na Koroškem. S koncertom v Celovcu je godba potrdila svoj beograjski uspeh, z nastopi po vaseh pa navezala stike z zamejskimi Slovenci.
Po vseh doseženih uspehih so si več kot zaslužili nove inštrumente. Večje kvalitete iz starih inštrumentov ni bilo več mogoče izstisniti. Konec decembra 1956 so dobili popolnoma nove češke inštrumente, še več, v pošiljki so bili tudi inštrumenti za zabavni orkester.
Jeseni 1957 je Mihael Gunzek z navdušenimi glasbeniki ustanovil zabavni orkester. Dozorel je kar čez noč, saj je za novoletni ples igral že v polni zasedbi. Tako kot godba je doživljal uspehe. Že naslednje leto si je na republiškem tekmovanju priboril pravico nastopa na zveznem festivalu amaterskih orkestrov na Ohridu. Tako kot godba je zasedel prvo mesto.
Ne moremo tudi mimo omembe mladinske godbe. Godba jo je v svojem okrilju ustanovila leta 1953. Vodil jo je dirigent Andrej Tavšič, že naslednje leto je s samostojnimi koncerti gostovala v Ljubljani, Celju, Mariboru, Kopru, na Jesenicah in v Beogradu. Leta 1954 so zaigrali predsedniku Titu za njegov rojstni dan. Godba je delovala do leta 1958, ko so jo pripojili Delavski godbi.
Po večkratnih selitvah iz objekta v objekt, iz prostora v prostor, so leta 1948 v bližini starega delavskega doma zgradili lasten godbeni dom. Zaradi gradnje novega Delavskega doma pa so se morali leta 1953 izseliti in zopet so se prestavljali iz poslopja v poslopje. Neprimerni prostori so ovirali delo, predvsem pri vzgoji mladih kadrov. Z izdatno pomočjo rudnika, ostalih gospodarskih organizacij in občinskega ljudskega odbora so se leta 1962 preselili v prostore nekdanjega obrtnega obrata Jugometalija, kjer so še danes.

### Obdobje mednarodne uveljavitve
Vsa povojna leta do 1963 je godbenike vodil Tone Hudarin. Ko je zbolel, je njegovo mesto zasedel Mihael Gunzek. Profesor je nadaljeval pot kakovosti in po njej vodil godbo še naprej.
Leta 1968 so prvič posneli vinilno LP ploščo, ki je bila takoj razprodana, kar je bil še en dokaz kvalitete. Razlike med profesionalci in amaterji so se skoraj zabrisale. To so dokazovala tekmovanja, na katerih so kar po vrsti dosegali najvišja priznanja. Najbolj je prišlo to so izraza na svetovnih tekmovanjih. V Kerkradeju na Nizozemskem, ki velja med strokovnjaki za najpomembnejše svetovno godbeniško tekmovanje, se vsaka štiri leta zberejo pihalni orkestri z vsega sveta. Godba se ga je prvič udeležila leta 1974, potem pa v tem obdobju še leta 1978 in 1981. Vsakič so odšli domov z osvojenim prvim mestom.
Svetovno prvenstvo se je odvijalo 27. julija 1974 v novi dvorani Rodahal s 3000 sedeži. V skoraj enem mesecu se je zvrstilo okrog 50 godb z vsega sveta. S pripravami so pričeli godbeniki že januarja 1974, spremljale pa so jih številne težave. Od možnosti nabave novih inštrumentov do njihovega uvoza, rednega prihajanja godbenikov na vaje, vmesni koncerti in nastopi in podobno. Končno so se v sredo, 24. julija, vendarle odpotovali z dvema avtobusoma izpred godbenega doma. Cilj je bilo mesto Kerkrade, šest kilometrov oddaljeno od Aachna na meji med Nemčijo in Nizozemsko. Tekmovanje se je odvijalo v soboto. Dosegli so 331,5 točk od 360 možnih (le domači orkester je dosegel več točk (354), meja za pridobitev prve nagrade pa je bila 285 točk). Tako visokega števila tudi pozneje niso dosegli ali presegli. Proslavljanje se je nadaljevalo pozno v noč. V ponedeljek so se odpeljali domov, kjer jih je v Ljubljani pričakal reporter RTV Ljubljana, doma v Trbovljah pa ogromna, navdušena množica ljudi, godba iz Zagorja in pevci. Takšnega sprejema ni nihče pričakoval.
Za svoje kadre je godba do konca druge svetovne vojne skrbela sama. Godbeniki z daljšim stažem in nekaj pedagoške žilice so sami poučevali novince igranja posameznih inštrumentov. Po drugi svetovni vojni je njihovo delo prevzela novoustanovljena glasbena šola. Osnovna glasbena izobrazba in udejstvovanje pri godbi sta mnogim dali takšno osnovo, da so lahko nadaljevali glasbeno šolanje na srednji glasbeni šoli in tudi na glasbeni akademiji. Mnogi so se (in se še) kot poklicni glasbeniki zaposlili v priznanih slovenskih orkestrih (Slovenska filharmonija, Simfonični orkester RTV, Pihalni orkester slovenske policije, …) ali kot pedagogi podajali svoje znanje dijakom na srednji glasbeni šoli (Alojz Zupan, Jože Kotar, …) ali študentom na glasbeni akademiji (Mihael Gunzek, Alojz Zupan, Jože Kotar, …). V godbi so poskrbeli, da so najobetavnejši godbeniki dobili štipendije za nadaljnje šolanje.
Odlični uspehi, ki so jih dosegali doma in v tujini, so dajali občutek, da je lahko samo tako in nič drugače. Vendar so tudi godbeniki samo ljudje. Najtežje pa je ohranjati tako visoko kvaliteto ob vedno hujši konkurenci številnih in odličnih pihalnih orkestrov po Sloveniji. Napori za ohranitev kvalitete so se strnili v mnenje, da bi morali organizirati strokovni štab, ki bi skrbel za kvalitetni nivo, saj dirigent, še tako dober, sam tega enostavno ne zmore in organizirati dodatni pouk posameznih inštrumentov. V občinskem merilu naj bi se organiziral sklad za nabavo in obnovo inštrumentov. Zaposleni so dajali prispevek za godbo od mesečne plače.
Mihael Gunzek je bil zelo obremenjen tudi z drugimi aktivnostmi, zato je prišlo že kmalu po njegovem prevzemu godbe do vprašanja njegove zamenjave. Leta 1972 ga je zato za pol leta zamenjal Marijan Korošec, ki je takrat igral trobento v simfoničnem orkestru RTV Ljubljana. Po Koroščevih besedah je bil sam Gunzek tisti, ki ga je nagovarjal, da bi prevzel godbo. Odnosi v godbi pa takrat niso bili najboljši in zamenjava se ni pokazala za najboljšo rešitev.

### Novi časi in potrjevanje doseženega
Aprila leta 1989 je godbo zapustil dirigent prof. Mihael Gunzek. Nadomestil ga je prof. Alojz Zupan, ki je bil že prej njegov namestnik. V njegovem obdobju so se zgodile spremembe, ki so nam prinesle svojo državo, godbi pa težave, kakršnih prej ni poznala ali pa so se le-te odražale v manjši meri. Zaradi dirigentove preobremenjenosti, saj je njegovo službeno in solistično delo potekalo v Ljubljani, sta mu pri godbi pomagala Bogomir Pikš in Teodor Forte. Zavedali so se, da morajo obdržati kvaliteto, saj le tako lahko obstanejo. Trud se jim je poplačal z doseženim prvim mestom na tekmovanju leta 1991 v Ljubljani.
Po letu 1991 se je pojavil še nov problem – financiranje godbe. Pred tem letom, ko so obstajale interesne skupnosti, tega problema ni bilo, ko pa je prešlo vse financiranje na občinski proračun, so se pojavile težave. Še leta 1992 je bila občina pri financiranju godbe udeležena s 30 odstotki, leta 1993 pa le še z 19 odstotki. ZKO je leta 1993 nakazala godbi komaj 0,6 odstotka sredstev. Zato so morali ustvariti več lastnih sredstev z nastopi, članarino upokojencev, prodanimi kasetami in zgoščenkami ter s sredstvi sponzorjev. Na ta način so leta 1993 uspeli zamenjati precejšnje število inštrumentov z novimi. Lahko so se udeležili tekmovanja v Holandiji in izvedli proslavo godbine 90-letnice, čeprav so še štirinajst dni pred tekmovanjem na Nizozemskem razmišljali o poslovilnem koncertu, saj ni kazalo, da bodo lahko zbrali sredstva za pot. Vse tegobe so bile poplačane z doseženim (že spet) prvim mestom v Kerkradeju (Nizozemska) julija 1993. Dosegli so 315 točk.
Leta 1996 sta postala uradna namestnika dirigenta Jože Kotar in Bogomir Pikš.
Leta 1998 je godba ob 95. obletnici izdala zgoščenko s posnetki s koncertov, v začetku novembra, pa je izvedla koncert v Slovenski filharmoniji z istim programom kot na jubilejnem koncertu maja v Trbovljah. V tem letu je godba izvedla tri samostojne koncerte, koncerta ob 95-letnici in novoletnega je posnel tudi Radio Slovenija.
Šele leta 1999 se je sodelovanje z glasbeno šolo izboljšalo, v letu 1998/99 so prišli h godbi trije klarinetisti, osem trobentačev, dve flavtistki in en tolkalec. Tudi v tem letu je godba izvedla tri samostojne koncerte, poleg njih pa je sodelovala na sedmih proslavah, izvedla je šest promenadnih koncertov, sodelovali so na dveh revijah pihalnih orkestrov Zasavja, na komemoraciji ob dnevu spomina na mrtve ter v sprevodu dedka Mraza in v pustni povorki. Izven Trbovelj so na mednarodnem kemijskem simpoziju izvedli gala koncert v Grand hotelu Emona v Bernardinu.
Zaradi vse večjega zanimanja za godbine novoletne koncerte so morali decembra 2000 izvesti dva novoletna koncerta, vendar ne istega dne. Leta 2000 so posneli tudi TV oddajo za nacionalno televizijo, ponatisnili zgoščenko, ki je izšla ob 95-letnici godbe, ob vrnitvi iz Nizozemske pa so izdali tudi zgoščenko s posnetki s svetovnega tekmovanja. Godba je tega leta postala članica WASBE (World Association of Symphonic Bands and Ensembles), mednarodne organizacije pihalnih orkestrov, njihovih skladateljev, dirigentov, … Leta 2001 jim je ministrstvo za kulturo kot edini slovenski godbi priznalo petletni status društva, ki deluje v javnem interesu.
Leta 2001 so se udeležili svetovnega tekmovanja pihalnih godb vsega sveta, tako kot že štirikrat prej, v Kerkradeju na Nizozemskem. Povabilo so dobili za nastop v najvišji kakovostni skupini – v koncertni skupini, v kateri nastopajo najboljši orkestri sveta. Ta tekmovalna skupina je bila uvedena leta 1985, ker je bilo očitno preveč dobrih orkestrov v prvi skupini. Sicer je treba omeniti, da potekajo tekmovanja WMC v Kerkradeju od leta 1951 naprej vsaka štiri leta, torej je bilo leto 2001 jubilejno – petdeseto. Slovenske godbe je v tej skupini poleg trboveljske zastopal tudi Pihalni orkester železarjev Ravne. V tej skupini je nastopalo enajst orkestrov, trboveljski se je uvrstil z 90.08 točk na osmo mesto (tik pred Ravenčane, ki so dosegli 90.00 točk). Razlika med nastopom v koncertni skupini in ostalimi skupinami je v tem, da v ostalih skupinah vsak orkester odigra obvezno skladbo in eno skladbo po izbiri, v koncertni skupini pa je treba odigrati koncert. Ta ne sme biti krajši od 45 minut in ne daljši od ene ure (za prekratkega in predolgega se odbijajo točke). Poleg vsega ostalega, kar se ocenjuje v ostalih skupinah (fraziranje, intonacija, ritem, …), se v koncertni ocenjuje tudi sestava programa, celoten vtis orkestra, torej sam dogodek.
Komentarji na zasedeno mesto so bili seveda različni, vendar je obveljalo splošno mnenje, da je bil to vsekakor velik uspeh. Na tekmovanju je sodelovalo 64 orkestrov, trajalo pa je od 28. junija do 22. julija. Izredno navdušujoč sprejem pri publiki je doživel solist klarinetist Jože Kotar (sedanji dirigent), ki mu je publika (preko 3000 obiskovalcev) več minut stoje ploskala. Fantastično je zaigral skladbo Gioacchina Rossinija Introduction, Theme and Variations for Bb Clarinet and Band v transkripciji R. Hermanna. Leta 1974 je godba v Kerkradeju osvojila absolutno prvo mesto med tujimi orkestri, kar jim do sedaj ni uspelo ponoviti, vendar godbeniki obljubljajo, da bodo ta uspeh poizkusili ponovno doseči.
Veliko priznanje godbi ob praznovanju stoletnice je bilo povabilo za nastop na WASBE konferenci v Jönköpingu, na Švedskem, vendar se godba konference ni udeležila zaradi pomanjkanja finančnih sredstev.
Po Antonu Hudarinu, prof. Mihaelu Gunzku in prof. Alojzu Zupanu je leta 2007 vodenje prevzel prof. Jože Kotar, dolgoletni član godbe, redni profesor za klarinet na ljubljanski Akademiji za glasbo in solo klarinetist v Simfoničnem orkestru RTV Slovenija. Kljub zaostreni gospodarski situaciji in pomanjkanju finančnih sredstev se je godba v zadnjih letih uspešno pomladila, tudi na prej deficitarnih inštrumentih, to pa je zagotovilo, da bo tudi naprej lahko dobro in uspešno delala.

## Člani
Dirigent
- Jože Kotar

Flavta
- Anja Brglez
- Tjaša Forte
- Klara Gostej
- Matej Grahek
- Alja Oblak
- Hana Stošicki

Oboa
- Irmgard Anderl Krajter
- Ana Kunšek

Klarinet
- Darko Abram
- Janez Benko
- Gašper Glas
- Dominik Hribovšek
- Matej Klemen
- Urban Knez
- Urška Kočar
- Matic Nejc Kreča
- Iztok Kunšek
- Luka Kunšek
- Bogomir Pikš
- Špela Pikš
- Miha Potrbin
- Uroš Razpotnik
- Martin Špajzer

Fagot
- Damir Huljev
- Tonko Huljev

Saksofon
- Boris Lesjak
- Miran Ovnič
- Špela Savšek
- Gregor Špajzer
- Sašo Špec
- Bogo Tominšek

Rog
- Teodor Forte
- Luka Zupan

Trobenta
- Andrej Anžel
- Luka Bajde
- Matej Bovhan
- Matic Bovhan
- Sony Čevdek
- Andraž Knez
- Blaž Kozjek
- Gal Kukovič
- Ivo Muhič
- Matej Perc
- Blaž Šoba
- Simon Štendler
- Matevž Vozelj
- Janez Zaplotnik

Pozavna
- Edi Ceferin
- Aljoša Frelih
- Ajda Grabnar
- Ante Rota

Bariton
- Janez Fele
- Matej Krajter
- Simon Špajzer

Tuba
- Dominik Pišek
- Izak Špajzer
- Blaž Umek
- Janez Žnidaršič

Tolkala
- Teo Klančišar
- Miha Koritnik
- Lucijan Kotar
- Jaka Škof
- Rok Zupan

## Diskografija
Delavska godba Trbovlje je že zgodaj začela snemati skladbe za arhiv Radia Ljubljane, saj so godbeniki prvi posnetek naredili leta 1935. Posnetki s tega časa na žalost niso ohranjeni.
- Trieste Austro-Ungarica, Marce tradizionali triestine (1969)
- Marce triestine (1971)
- Srečno (1972)
- Veselju naproti (1977)
- 1903 - 1983 (1983, 2009)
- Z Delavsko godbo Trbovlje okrog sveta (1993)
- Delavska godba Trbovlje - V živo (1998)
- V vesolju (2001)
- Ad Iubileum (2003)
- Centum viginti (2025)

### Kompilacije
- Slovenske koračnice (1986)
- Slovenian Wind Orchestra Music (2006)

## Nagrade in priznanja

### Tekmovanja
- 1949: Celje – republiško tekmovanje pihalnih orkestrov; osvojeno prvo mesto
- 1950: Beograd – zvezna revija pihalnih godb; osvojeno absolutno prvo mesto
- 1955: Kreka – zvezni festival rudarskih društev; osvojeno absolutno prvo mesto
- 1955: Velenje – kulturna revija rudarskih svobod; osvojeno prvo mesto
- 1958: Ohrid – festival amaterskih skupin; osvojeno absolutno prvo mesto v skupini zabavnih orkestrov
- 1958: Ohrid – festival amaterskih skupin; osvojeno absolutno prvo mesto v skupini godb
- 1959: Ravne na Koroškem – republiška revija pihalnih godb in orkestrov; osvojeno prvo mesto
- 1963: Postojna – 1. tekmovanje pihalnih orkestrov Slovenije; osvojeno prvo mesto
- 1969: Koper – republiško tekmovanje pihalnih orkestrov; osvojeno prvo mesto
- 1973: Koper – 4. tekmovanje pihalnih orkestrov Slovenije; osvojeno prvo mesto
- 1974: Kerkrade, Nizozemska – svetovno prvenstvo pihalnih orkestrov; zlata medalja, osvojena v 1. skupini ter pohvala za najboljši tuj orkester
- 1977: Rogaška Slatina – 5. tekmovanje pihalnih orkestrov Slovenije; osvojeno prvo mesto v umetniški kategoriji
- 1978: Kerkrade, Nizozemska – svetovno prvenstvo pihalnih orkestrov; zlata medalja, osvojena v 1. skupini
- 1981: Bled – 6. tekmovanje pihalnih orkestrov Slovenije; osvojeno absolutno prvo mesto
- 1981: Kerkrade, Nizozemska – svetovno prvenstvo pihalnih orkestrov; zlata medalja, osvojena v 1. skupini
- 1985: Ljubljana – 8. tekmovanje pihalnih orkestrov Slovenije; osvojeno absolutno prvo mesto
- 1991: Ljubljana – 12. tekmovanje pihalnih orkestrov Slovenije; zlata plaketa s pohvalo v koncertno umetniški kategoriji, osvojeno absolutno prvo mesto
- 1993: Kerkrade, Nizozemska – svetovno prvenstvo pihalnih orkestrov; zlata medalja, osvojena v 1. skupini
- 1995: Maribor – 16. tekmovanje slovenskih godb; zlata plaketa s pohvalo v koncertno umetniški kategoriji, osvojeno absolutno prvo mesto
- 2000: Krško – 20. tekmovanje slovenskih godb; zlata plaketa s posebno pohvalo v koncertni stopnji, osvojeno absolutno prvo mesto
- 2001: Kerkrade, Nizozemska – svetovno prvenstvo pihalnih orkestrov; osvojeno osmo mesto v koncertni skupini
- 2003: Trbovlje – 23. tekmovanje slovenskih godb; zlata plaketa s posebno pohvalo v koncertni težavnostni stopnji, osvojeno absolutno prvo mesto
- 2009: Maribor – 29. tekmovanje slovenskih godb; zlata plaketa v koncertni težavnostni stopnji, osvojeno absolutno prvo mesto
- 2015: Maribor – 35. tekmovanje slovenskih godb; zlata plaketa s posebno pohvalo v koncertni težavnostni stopnji, osvojeno drugo mesto

### Ostalo
- 1968: Državno odlikovanje Medalja zaslug za narod s srebrnimi žarki – podeljeno ob 65-letnici orkestra
- 1969: Prvojunijska nagrada občine Trbovlje
- 1973: Gallusova plaketa Zveze kulturnih organizacij Slovenije – podeljena ob 70-letnici orkestra
- 1975: Nagrada Prešernovega sklada Slovenije
- 1975: Plaketa Tončke Čeč – podeljena s strani Kulturne skupnosti Trbovlje
- 1978: Zlati Orfej Zveze kulturnih organizacij Slovenije – podeljen ob 75-letnici orkestra
- 1983: Prvojunijska nagrada občine Trbovlje – podeljena ob 80-letnici orkestra
- 2001: Zlata vrtnica – podeljena s strani Turističnega društva Trbovlje
- 2003: Nagrada Tončke Čeč – podeljena s strani občine Trbovlje ob 100-letnici orkestra
- 2003: Častni znak svobode Republike Slovenije